# INS Arihant
Pour les articles homonymes, voir Arihanta.
Le INS Arihant (SSBN 80) (en sanskrit : Vainqueur de ses ennemis), désigné sous-marin nucléaire de frappe stratégique S2, est le navire de tête de la classe Arihant indienne de sous-marins nucléaires lanceurs d'engins,. Le navire de 6 000 tonnes a été construit dans le cadre du projet de navire de technologie avancée (ATV) au Centre de construction navale de la ville portuaire de Visakhapatnam,.
Le INS Arihant a été lancé le 26 juillet 2009, à l’occasion de l’anniversaire de Kargil Vijay Diwas (Jour de la victoire dans le conflit de Kargil) par le Premier ministre Manmohan Singh. Après des aménagements et des essais en mer approfondis, le 23 février 2016, il a été confirmé comme prêt pour les opérations,, mis en service en août 2016, et déployé opérationnellement en 2018.
Le INS Arihant effectue son premier tir dans les eaux du golfe du Bengale le 14 octobre 2022.

## Conception
Le INS Arihant est le premier des cinq sous-marins prévus de cette classe des sous-marins conçus et construits dans le cadre du projet secret de navire de technologie avancée (ATV) de la marine indienne. Le projet ATV a été mis en place en 1984, sous la direction du vice-amiral Mihir K. Roy en tant que premier directeur général. Les sous-marins de la classe Arihant seraient basés sur le sous-marin de classe Akula. Leur équipage devait avoir l’occasion de s’entraîner sur l’INS Chakra, un sous-marin de classe Akula que la marine indienne louait à la Russie,. Le INS Arihant est destiné à être plus « un démonstrateur technologique » qu’un SNLE pleinement opérationnel selon l’amiral Nirmal Verma.
Le navire est alimenté par un réacteur nucléaire à eau légère sous pression de 83 MW avec comme combustible de l’uranium enrichi. Un prototype terrestre du réacteur a été construit pour la première fois à Kalpakkam et mis en service en septembre 2006. Une opération réussie pendant trois ans a fourni les données qui ont permis la version de production pour le Arihant,. Il a été signalé qu’un réacteur nucléaire de 80 MW a été intégré dans la coque de l’ATV en janvier 2008.
La coque du navire a été construite par l’usine de construction navale Hazira de L&T. Tata Power Strategic Engineering Division (SED) a construit les systèmes de contrôle du sous-marin. Les systèmes de la turbine à vapeur intégrés au réacteur ont été fournis par Walchandnagar Industries. Les services de conseil ont été fournis par la Russie. La Russie aurait également fourni une assistance aux scientifiques du Centre de recherche atomique Bhabha (BARC) pour miniaturiser le réacteur afin qu’il s’insère dans la coque du sous-marin nucléaire.

## Armement

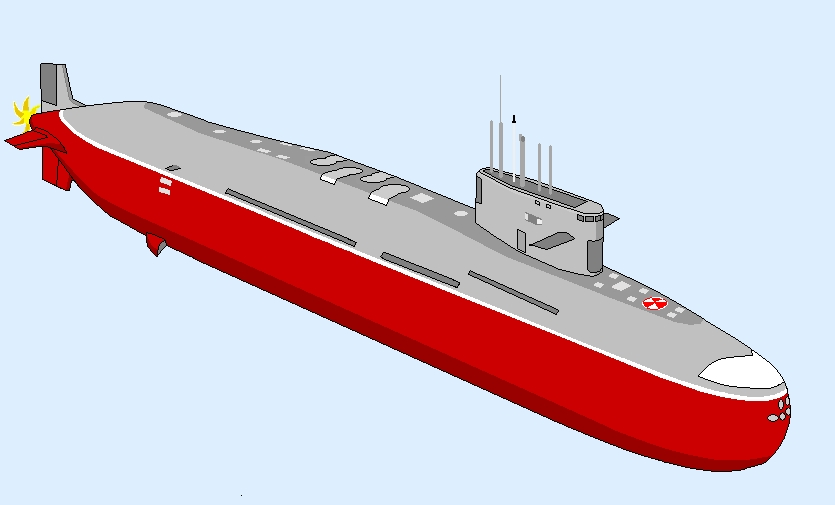
Dessin conceptuel du INS Arihant

Le INS Arihant a quatre tubes de lancement verticaux, qui peuvent transporter quatre grands missiles K-4 (en) ou douze (trois par tube de lancement) missiles K-15 plus petits. Le K-4 a une portée plus longue de 3 500 km et a commencé ses essais en 2014,,.

## Phases de développement
Un scientifique nucléaire familier avec le projet, sous couvert d’anonymat, a fait écho à ce rapport en réponse aux informations des médias selon lesquelles l’Inde avait lancé avec succès un sous-marin nucléaire achevé. On s’attendait également à ce que la construction du réacteur, l’intégration des systèmes et les essais en mer prennent de trois à cinq ans.
L’amiral Verma a déclaré aux journalistes le 7 août 2012 que les essais en mer du Arihant commençaient dans les mois à venir et qu’il progressait régulièrement vers la capacité opérationnelle. Le 27 janvier 2013, le missile Sagarika, l’armement principal du Arihant, a terminé son dernier test de développement et a ensuite été intégré au sous-marin. Le 10 août 2013, le réacteur nucléaire du sous-marin est devenu critique après plusieurs mois de vérifications du système à l’aide de vapeur à haute pression à terre,. La puissance du réacteur a été augmentée par incréments de 5 à 10 % jusqu’à ce qu’elle atteigne sa pleine puissance.

## Lancement
Le INS Arihant a été présenté au public le 26 juillet 2009 lors d’une cérémonie de lancement symbolique par l’épouse du Premier ministre Manmohan Singh, Gursharan Kaur. Le lancement a coïncidé avec le 10e anniversaire de la fin de la guerre de Kargil. Le navire a été lancé en inondant la cale sèche. Gursharan Kaur a cassé une noix de coco sur la coque pour marquer le lancement du sous-marin, une tradition de la base navale secrète de Visakhapatnam Toute photographie était interdite et les photos montrant le navire complet n’étaient pas disponibles,. Dans son discours à la foule, le premier ministre Singh a présenté le sous-marin comme le résultat d’un partenariat public-privé. Il a également remercié la Russie dans son discours. Le lancement du Arihant a renforcé les efforts de l’Inde pour construire une triade nucléaire crédible, à savoir la capacité de tirer des armes nucléaires depuis les airs, la terre et la mer.

## Essais et mise en service

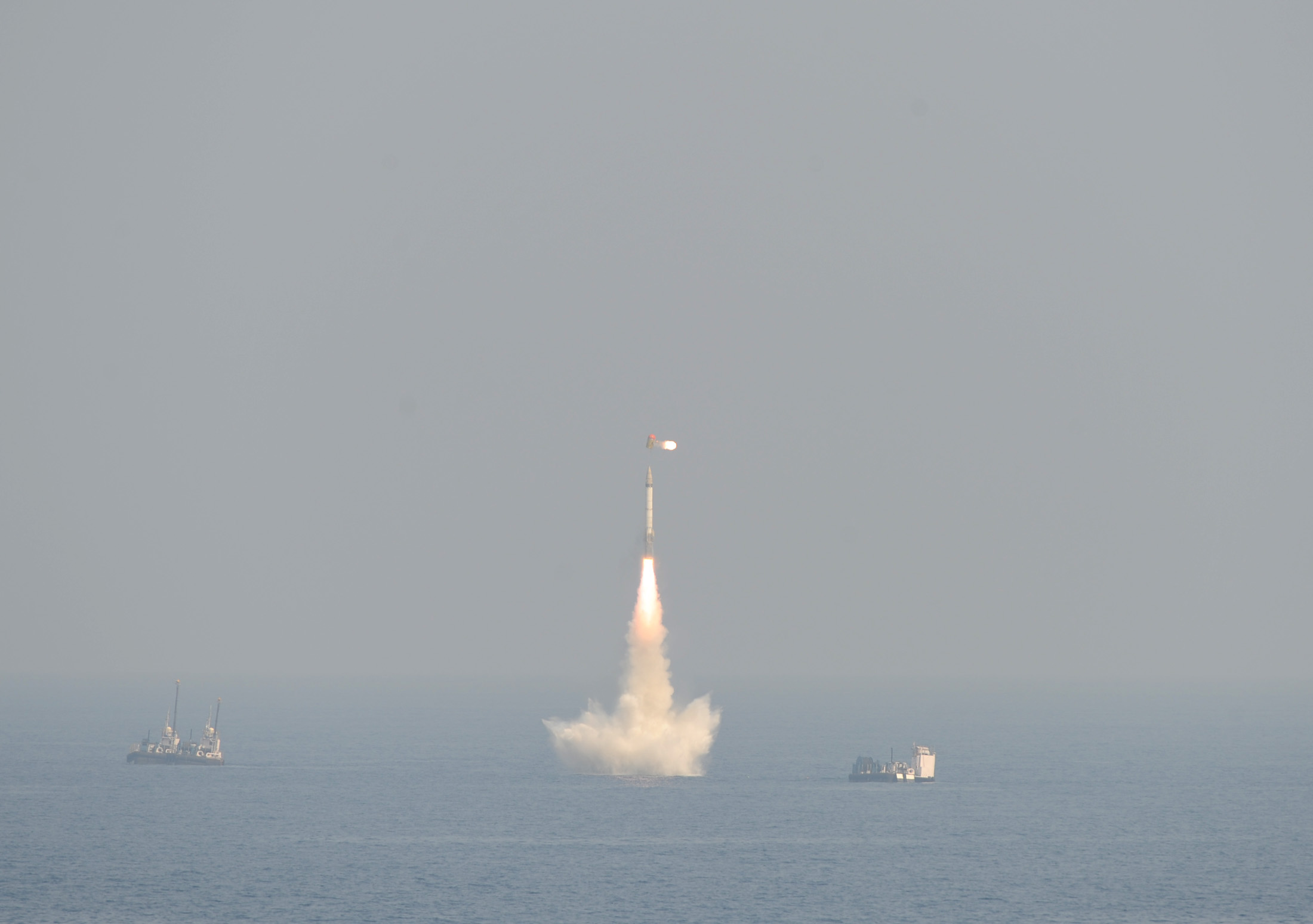
SLBM K-15 Sagarika

Le 13 décembre 2014, le Arihant a navigué vers le nord le long de la côte du golfe du Bengale pour ses essais en mer approfondis. Les essais en mer comprenaient le tir du missile balistique Sagarika de conception nationale.
Le 25 novembre 2015, un missile Sagarika non armé a été testé avec succès depuis le Arihant. Le sous-marin a ensuite subi d’autres essais en mer approfondis, qui ont été achevés au début de février 2016. Bien qu’il ait été initialement prévu que le Arihant soit mis en service à temps pour participer à la Revue navale internationale 2016, sa participation a ensuite été exclue pour des raisons de sécurité. Le 23 février, le Arihant a été officiellement confirmé comme étant prêt pour les opérations.
Selon The Economic Times, plusieurs essais d’armes du INS Arihant ont été entrepris secrètement.
En août 2016, le Premier ministre Narendra Modi a commissionné le INS Arihant dans la marine indienne,. La mise en service et l’armement du Arihant ont complété la triade nucléaire de l’Inde.

## Historique opérationnel

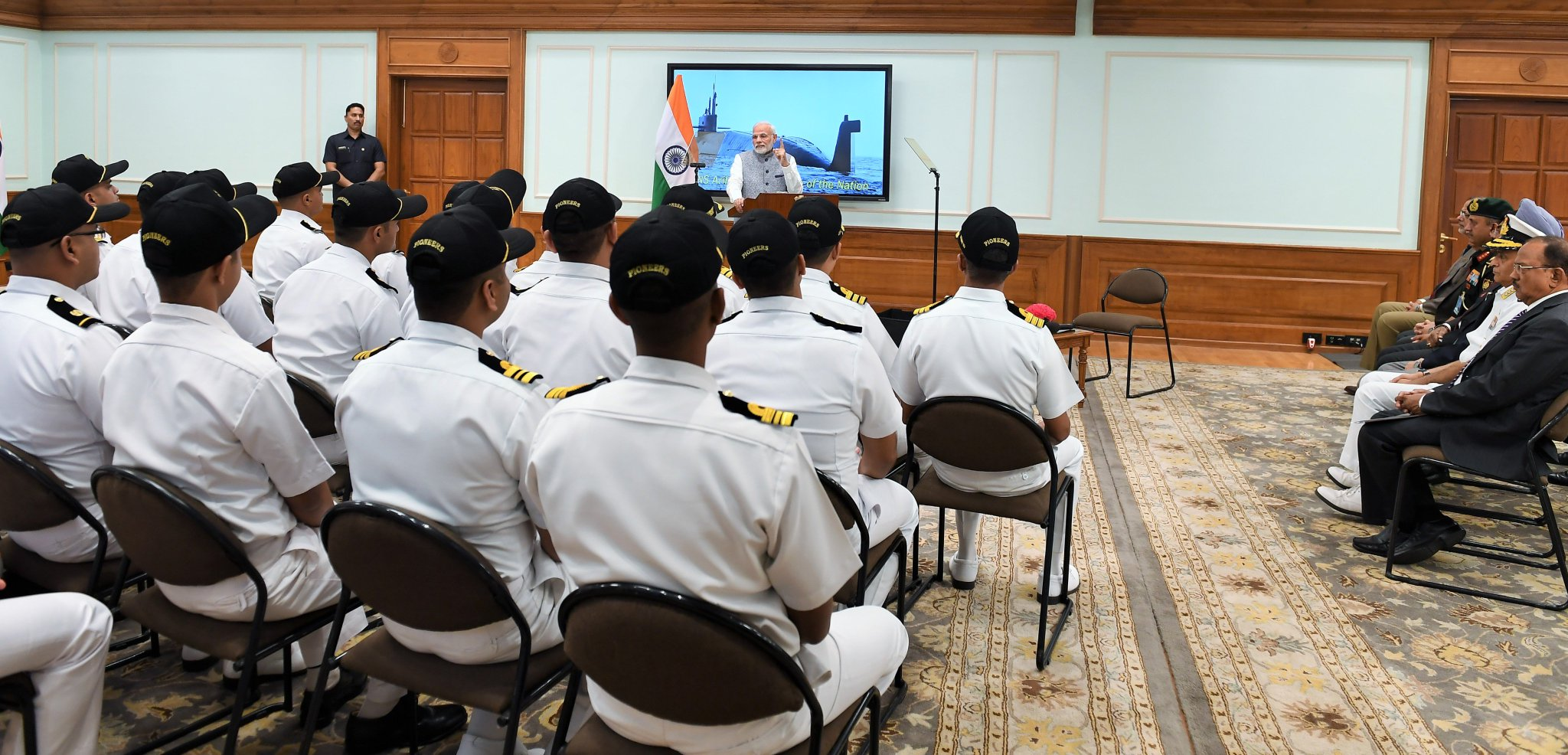
Le Premier ministre Narendra Modi s’adressant à l’équipage du Arihant après sa première patrouille

### Accident de 2017
En janvier 2018, il a été signalé qu’une écoutille arrière du sous-marin avait été laissée ouverte par erreur en 2017 alors que le Arihant était amarré, ce qui avait entraîné une inondation de la zone de propulsion par de l’eau salée, rendant le sous-marin inopérant pendant dix mois pendant que les tuyaux corrodés étaient remplacés,,,.

### Première patrouille de dissuasion
Il a été annoncé le 5 novembre 2018 que le INS Arihant avait terminé la veille sa première patrouille de dissuasion de 20 jours,. Le Premier ministre Narendra Modi a félicité l’équipage du Arihant après la patrouille.